# Едгар Шеффілд Брайтмен
Едгар Шеффілд Брайтмен (1884, Голдбрук, Массачусетс — 1952) — американський філософ, представник персоналізму.

## Життєпис
Здобував освіту, а потім працював в Браунівському і Бостонському університетах. У 1912 році став доктором філософії, в 1929-му отримав ступінь доктора права, а в 1942-му — доктора теології. Учителем Брайтмена в Бостоні був засновник персоналізму Борден Паркер Боун.
Був президентом Американської філософської асоціації (1936) і Американського теологічного товариства (1933—1934).
У концепції Брайтмена особистість постає як творче начало, завдяки якому в світі є змістовність. зв'язність і пізнаваність. На відміну від Боуна Брайтмен будує філософію з опорою на теорію цінностей. Світ особистостей, як місцезнаходження цінностей, є емпіричною реальністю «особистості особистостей», тобто реальністю Бога. Релігія приписує цінність особистостям і піклується про їх благополуччя і спасіння. Зло і страждання не є тим, з чим Брайтмен пов'язує владу Бога, але стверджує, що Бог використовує трагедії творіння як інструменти, які дозволяють світу досягти своєї кінцевої мети.